# Virginia Bruce
Helen Virginia Briggs (ur. 29 września 1910 w Minneapolis, zm. 24 lutego 1982 w Los Angeles) – amerykańska aktorka i piosenkarka. Była jedną z 20 dziewczyn, które nazywano „Dziewczynami Goldwyna”, były one twarzami wytwórni MGM, wśród dwudziestki znajdowały się m.in. Lucille Ball, Ann Dvorak, Paulette Goddard i Betty Grable.

## Wybrana filmografia
- 1930: Byczo jest! (Whoopee!) jako dziewczyna z Goldwyn (niewymieniona w czołówce)
- 1932: Cudotwórca (The Miracle Man) jako Margaret Thornton
- 1936: Wielki Ziegfeld (The Great Ziegfeld) jako Audrey Dane
- 1936: Urodzona do tańca (Born to Dance) jako Lucy James
- 1938: Przygoda we dwoje (There Goes My Heart) jako Joan Butterfield
- 1940: Niewidzialna kobieta (The Invisible Woman) jako Kitty Carroll
- 1942: Pardon My Sarong jako Joan Marshall
- 1960: Obcy, gdy się spotykają (Strangers When We Meet) jako pani Wagner